# جسم خط جریانی
جسم خط جریانی(به انگلیسی: streamlined body) جسمیست که شکل هندسی آن موجب می‌شود که جدایش ناشی از نیروهای مقاوم در حین حرکت جسم در سیال، تا حد ممکن به تاخیر بیفتد.این پدیده موجب کاهش نیروی مقاوم و در نتیجه کاهش تلفات انرژی می‌شود.از این ویژگی در طراحی وسایل نقلیه مانند هواپیما ها و خودروها و حتی شکل کشتی ها جهت حرکت راحت‌تر در آب، استفاده می‌شود.